# 諾泰奇河

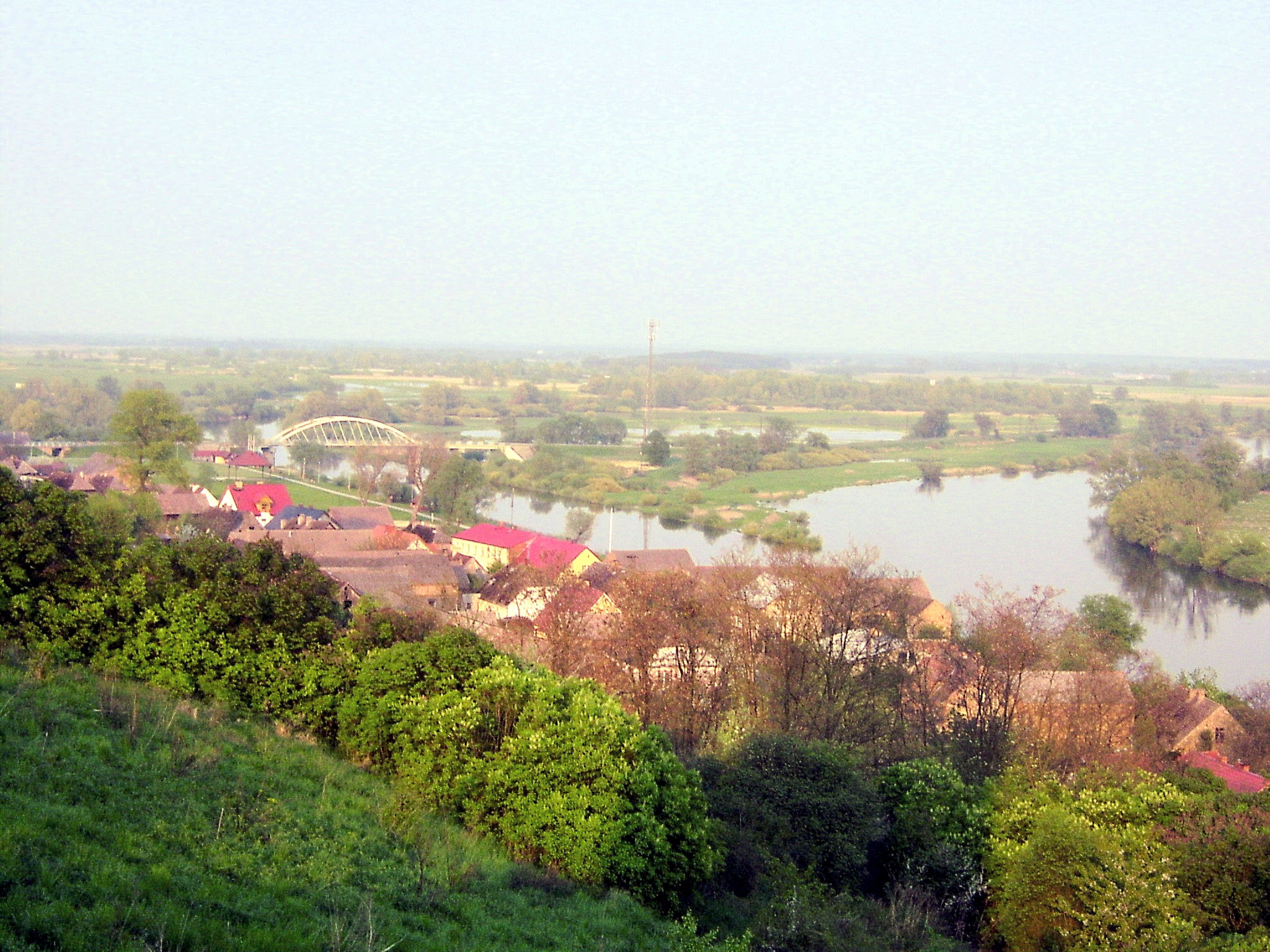

諾泰奇河是波蘭中部的河流，河道全長391公里，流域面積17,302平方公里，發源自庫亞維-波美拉尼亞省，流經大波蘭省和盧布斯卡省，最終在大波蘭地區戈茹夫附近的桑托克注入瓦爾塔河。